# César Baena
César Baena (* 2. November 1986 in Caracas) ist ein ehemaliger venezolanischer und spanischer Skilangläufer, Biathlet und Skirennläufer. Er gilt als der erfolgreichste Skilangläufer Venezuelas bei Weltmeisterschaften.

## Leben
César Baena kam im Jahr 2005, während eines mehrwöchigen Studienaustausches in Deutschland, erstmals mit dem Skisport in Berührung. Später trainierte er als Student der Universität Klagenfurt unter Anleitung von Tony Lindsberger in Österreich. Im November 2008 startete er beim 15-km-Freistil-Rennen in Muonio.
Bei den Nordischen Skiweltmeisterschaften 2009 in Liberec startete er für Venezuela. In der Verfolgung über 2 × 15 km erzielte er dabei den 60. Platz und beim Massenstart über 50 km den 56. Platz. In der Sprint-Qualifikation erreichte er Platz 132 und damit den letzten Rang. Sein erstes von drei Weltcuprennen lief er im Dezember 2009 in Düsseldorf, welches er auf dem 75. Platz im Sprint beendete.
2011 startete er, gemeinsam mit seinem Bruder Bernardo Baena, bei den Nordischen Skiweltmeisterschaften in Oslo; er schied jedoch beim 30-km-Verfolgungsrennen und beim 50-km-Freistil-Massenstart der Herren jeweils aus. Im Sprint erreichte er Rang 116, wobei er erstmals den Kenianer Philip Boit besiegen konnte. Bei den Nordischen Skiweltmeisterschaften 2013 im Val di Fiemme errang er den 126. Platz im Sprint. Im Februar 2017 kam er bei den Nordischen Skiweltmeisterschaften in Lahti auf den 148. Platz im Sprint.
Auf südamerikanischer Ebene wie auch bei regionalen Rennen in Europa nahm César Baena auch mehrfach an Biathlon-Rennen teil.